# Беляков Олександр Васильович
Олександр Васильович Беляков (рос. Александр Васильевич Беляков; 20 грудня 1897 — 28 листопада 1982) — радянський військовий льотчик, генерал-лейтенант авіації (1943), доктор географічних наук (1938), професор (1960). Герой Радянського Союзу (1936).
Обирався депутатом Верховної Ради СРСР 1-го скликання (1937—1946).

## Життєпис
Народився в селі Беззубово Іллінської волості Богородського повіту Московської губернії Російської імперії (нині — Орєхово-Зуєвський район Московської області Росії). Росіянин. У дитинстві часто змінював місце проживання в межах Московської губернії. У 1912 році закінчив сільську школу, у 1915 році — першу Рязанську чоловічу гімназію, у 1916 році — перший курс Петроградського лісничого інституту.
У жовтні 1916 року призваний до Російської імператорської армії. В лютому 1917 року закінчив Олександрівське піхотне училище в Москві. Служив молодшим офіцером роти 215-го запасного стрілецького полку (м. Владимир). Учасник Першої світової війни: протягом липня—грудня 1917 року — молодший офіцер і начальник саперної команди 4-го Кавказького стрілецького полку на Західному фронті, прапорщик.
З травня 1918 по лютий 1919 року — секретар лісового відділу виконкому Богородської повітової ради робітничих і селянських депутатів (нині — місто Ногінськ Московської області).
З лютого 1919 року — у лавах Червоної армії. У квітні того ж року закінчив Московські газово-технічні курси. Учасник громадянської війни в Росії: з травня 1919 по січень 1920 року — завідувач протигазової оборони і ад'ютант 3-го артилерійського дивізіону 25-ї стрілецької дивізії. Воював на Східному і Уральському фронтах проти військ О. В. Колчака і уральських козаків. У січні 1920 року захворів на висипний тиф і до лютого перебував у шпиталі в місті Новоузенськ (нині — Саратовська область).
У квітні—липні 1920 року — діловод і начальник артилерійського відділення інженерно-технічних військ штабу Північно-Кавказького військового округу.
У 1921 році закінчив Московську аерофотограметричну школу. У 1921—1930 роках — технік-лаборант і начальник аерологічної станції, начальник аеронавігаційного відділу і помічник начальника навчального відділу Московської аерофотограметричної школи (з 1923 року — Військова авіаційна школа спецслужби). У 1924 році заочно закінчив Московський лісовий інститут.
З 1930 року — викладач аеронавігації, у квітні—серпні 1935 року — начальник кафедри штурманської служби Військово-повітряної академії імені М. Є. Жуковського.
Навесні 1935 року був відряджений з академії для підготовки до трансарктичного перелету на літаку АНТ-25 (невдала спроба перелету відбулась 20 серпня 1935 року без його участі). У грудні того ж року екстерном закінчив Качинську військову авіаційну школу льотчиків.
З лютого 1936 по січень 1939 року — флаг-штурман 1-ї авіаційної армії особливого призначення.
Протягом 20—22 липня 1936 року на літакові АНТ-25, як штурман (командир — В. П. Чкалов, другий пілот — Г. П. Байдуков), здійснив безпосадковий переліт з Москви через Північний Льодовитий океан і Петропавловськ-Камчатський на острів Удд (тепер — острів Чкалова) протяжністю 9374 км за 56 годин 20 хвилин.
18—20 червня 1937 року, як штурман у тому ж екіпажі, вперше у світі здійснив безпосадковий переліт за маршрутом Москва—Північний полюс—Ванкувер (США) протяжністю 8504 км.
У січні—листопаді 1939 року комбриг О. В. Беляков — флаг-штурман ВПС РСЧА, у 1939—1940 роках — начальник 4-го відділу 1-го Управління ВПС РСЧА. Брав участь у радянсько-фінській війні 1939—1940 років. У квітні—вересні 1940 року — заступник начальника Військово-повітряної академії з наукової і навчальної роботи. З вересня 1940 по березень 1942 року — начальник 1-ї Рязанської вищої школи штурманів ВПС. У 1942—1944 роках — начальник 1-ї Вищої школи штурманів і льотчиків АДД. У 1944—1945 роках — начальник 1-ї Рязанської вищої офіцерської школи нічних екіпажів АДД.
Учасник німецько-радянської війни: протягом лютого—березня 1945 року проходив бойове стажування на посаді заступника командувача 2-ї повітряної армії на 1-му Українському фронті; протягом квітня—травня 1945 року — на посаді головного штурмана 16-ї повітряної армії на 1-му Білоруському фронті.
З червня 1945 року і до виходу у відставку в серпні 1960 року — начальник штурманського факультету Військово-повітряної академії. У квітні 1955 року брав участь у роботі високоширотної експедиції «Північ-7», в ході якої здійснив 4 далеких польоти на літаку Ту-4 для випробування автоматичного астрокомпаса БК-63.
Після виходу у відставку працював у Московському фізико-технічному інституті: проректор з наукової і навчальної роботи (січень—вересень 1961 року), начальник військової кафедри (1961—1969), професор військової кафедри (з 1969 року). автор багатьох наукових праць з аеронавігації.
Похований на Новодівочому цвинтарі.

## Нагороди
Постановою Центрального виконавчого комітету СРСР від 24 липня 1936 року «за мужність і героїзм, виявлені при виконанні наддалекого перелету» військінженерові 1-го рангу Белякову Олександру Васильовичу присвоєне звання Героя Радянського Союзу. Після встановлення у 1939 році знаку особливої відзнаки, отримав медаль «Золота Зірка» за № 9.
Нагороджений двома орденами Леніна (24.07.1936, 21.02.1945), трьома орденами Червоного Прапора (09.08.1937, 03.11.1944, 20.06.1949), Вітчизняної війни 1-го ступеня (18.08.1945), двома орденами Трудового Червоного Прапора (31.10.1967, 20.12.1977), трьома орденами Червоної Зірки (25.05.1936, 25.03.1943, 28.10.1967) і медалями.
Почесний громадянин міст Ногінськ (1971) і Ніколаєвськ-на-Амурі (1981).

## Вшанування пам'яті
Ім'ям Олександра Белякова названо:
- острів в Охотському морі.
- гірський пік у Дагестані.
- вулиці в багатьох містах України, Росії, Білорусі.

У Москві та в селі Починки на фасадах будинків, у яких мешкав О. В. Беляков, встановлено меморіальні дошки.